# Sicardia psammodiformis
Sicardia psammodiformis är en skalbaggsart som beskrevs av Edmund Reitter 1896. Sicardia psammodiformis ingår i släktet Sicardia och familjen Aphodiidae. Inga underarter finns listade i Catalogue of Life.